# Stadtbefestigung Ludwigs XIII.

Die Stadtgrenzen von Paris vom 4. Jahrhundert bis 2015.
Gallo-römische Stadtbefestigung
karolingische Stadtmauer
Stadtmauer Philipps II. August
Stadtmauer Karls V.
Stadtbefestigung Ludwigs XIII.
Mauer der Generalpächter
Thierssche Stadtbefestigung
heute

Paris 1618 (Kupferstich von Claes Janszoon Visscher).

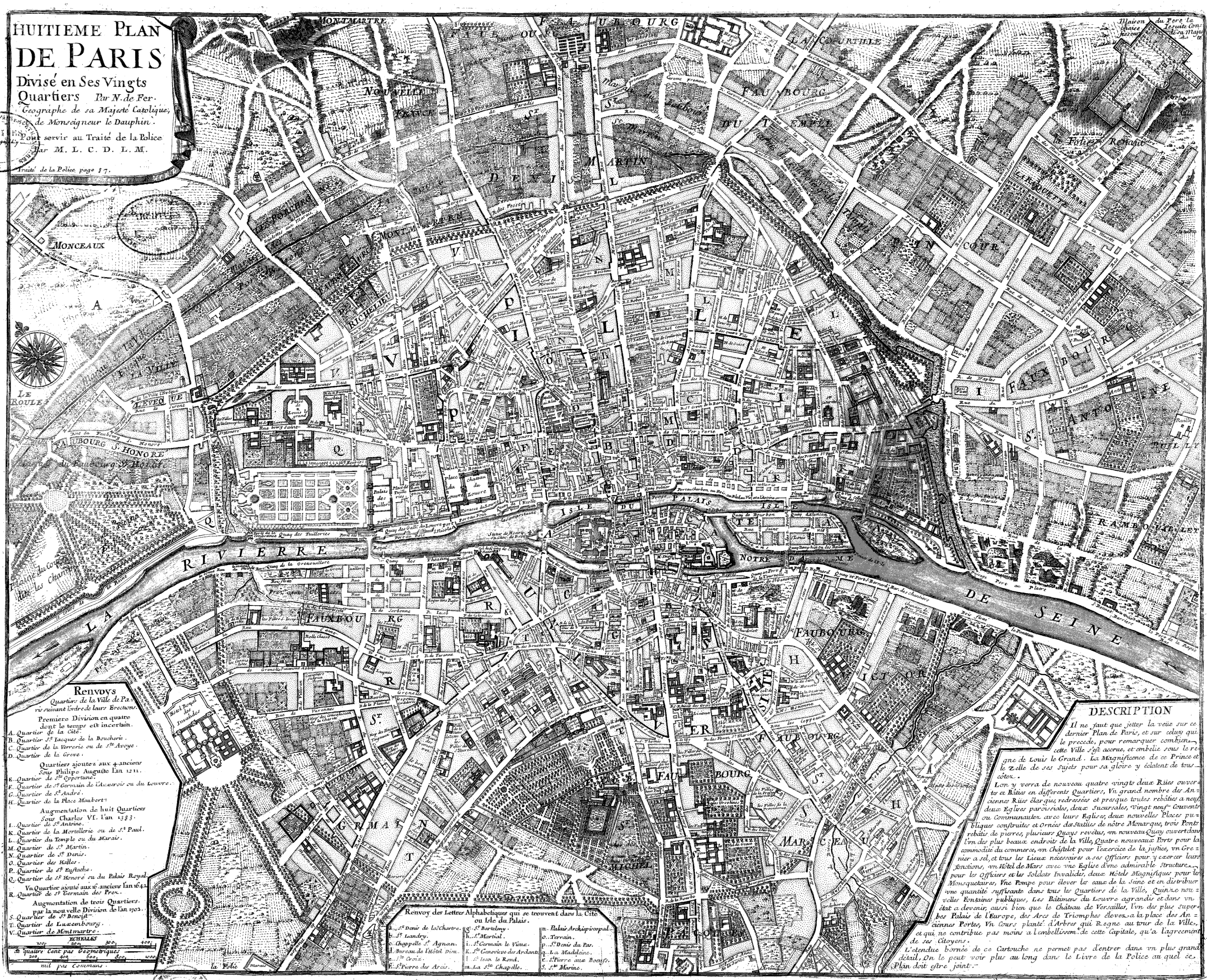
Stadtplan von Paris 1705 mit den ersten Boulevards und den Resten der Stadtbefestigung von Ludwig XIII.

Die Stadtbefestigung Ludwigs XIII. (enceinte de Louis XIII) oder auch Enceinte des Fossés Jaunes, ist das städtische Befestigungssystem von Paris, das am Ende des 16. Jahrhunderts gebaut wurde. Sie erweiterte den von der Stadtmauer Karls V. seit dem 14. Jahrhundert geschützten Stadtbereich nach Westen. In der zweiten Hälfte des 17. Jahrhunderts wurde sie niedergelegt. Die heutigen Grands Boulevards, also die Boulevards de la Madeleine, des Capucines, des Italiens, Montmartre und Poissonnière wurden nördlich vor dieser ehemaligen Stadtbefestigung angelegt.

## Geschichte

### Errichtung
Wegen der Hugenottenkriege und der Nähe der Grenze (nur 150 km nördlich) sowie dem Fortschritt der Artillerie begann man 1566 die westlichen Verteidigungsanlagen von Paris zu verbessern, indem man eine Verteidigungslinie mit sechs Bastionen einen Kilometer vor der Stadtmauer Karls V. baute, wodurch die Tuilerien und die Vororte Saint-Honoré (Kirchengemeinde Saint-Roch), Montmartre (das heutige Quartier de la Bourse) und Butte-aux-Gravois in das befestigte Stadtgebiet integriert wurden.
Diese fünfte Stadtbefestigung in der Geschichte von Paris wird gelegentlich auch „Enceinte des Fossés jaunes“ genannt, wofür es zwei Erklärungen gibt: Namensgebend war entweder die Farbe des nach den Erdarbeiten sichtbaren, gelblichen Löss-Bodens oder die Farbe, mit der die neue Befestigungsanlage auf zeitgenössischen Karten eingezeichnet wurde.
Die Errichtung dieser neuen Befestigung zog 1633 die Niederlegung des Westteils der Stadtmauer Karls V. zwischen der Seine ungefähr auf der Höhe des Pont du Carrousel und dem Stadttor Saint-Denis nach sich, der seinen militärischen Nutzen verloren hatte. Dadurch wurde die Urbanisierung des Raumes zwischen der alten und der neuen Befestigung erleichtert. Es folgten die Errichtung des Palais-Royal und des Neubauviertels Richelieu. Der Ostteil der Stadtmauer Karls V. zwischen dem Stadttor Saint-Denis, der Bastille und dem Arsenal blieb erhalten und wurde mit Bastionen verstärkt. Von 1630 bis 1635, ließ Kardinal Richelieu in der Vorbereitung des französischen Eingreifens in den Dreißigjährigen Krieg die Bastionen und Stadttore nach den Plänen von Jacques Lemercier verstärken. 1645 wurde auf dem Chemin des Poissonniers eine Ausfallpforte in die Mauer gebrochen. Diese zunächst so genannte Poterne de la Poisonnerie wurde 1685 umbenannt in Porte Sainte-Anne.

### Niederlegung
Nach den Eroberungen zu Beginn seiner Regentschaft und der Verschiebung der Grenzen seines Königreichs nach außen griff Ludwig XIV. mit Blick auf den ihm von der Fronde entgegengesetzten Widerstand und mit der Absicht, seine Hauptstadt zu verschönern, den Vorschlag Colberts auf, die Stadtbefestigung niederzulegen.
Die Wälle und Gräben der Befestigung wurden zwischen 1668 und 1705 zurückgebaut und ein breiter, von Ulmen gesäumter Boulevard, der „Nouveau-Cours“, der den heutigen Grands Boulevards entsprach, wurde nördlich der vormaligen Stadtmauer Ludwigs XIII. von der Place de la Madeleine bis zum Boulevard Poissonnière geschaffen. Vom Boulevard de Bonne-Nouvelle bis zur Bastille trat der Bogen der Grands Boulevards an die Stelle der Stadtmauer Karls V.
Die Stadttore wurden niedergelegt: Saint-Denis 1671 – es wurde durch einen Triumphbogen zum Ruhm des Königs ersetzt – Montmartre und Gaillon 1690, Richelieu 1701, Saint-Anne 1715, de la Conférence 1730, Saint-Honoré 1733.
Die Überreste dieser Stadtbefestigung sind rar, denn sie wurden durch die Bebauung des hinter den Boulevards gelegenen Raums von Wohnhäusern und dem Konvent der Kapuzinerinnen überformt.

## Verlauf
Die Stadtbefestigung Ludwigs XIII. lief von der Seine nach Norden und westlich des Tors Saint-Denis auf die Stadtmauer Karls V. Der Verlauf des Glacis dieser Befestigung entspricht auf der Höhe der Place de la Concorde ihrem östlichen Randverlauf, wo der Sockel der Mauer des Tuilerienparks der der alten Tuilerienbastion ist. Ab der Rue Royale lag der Verlauf etwa 100 bis 200 Meter südlich der heutigen Boulevards de la Madeleine, des Capucines, des Italiens, Montmartre und Poissonnière. Ab dem Boulevard de Bonne-Nouvelle deckt er sich wieder auf die Linie der heutigen Boulevards.

## Stadttore

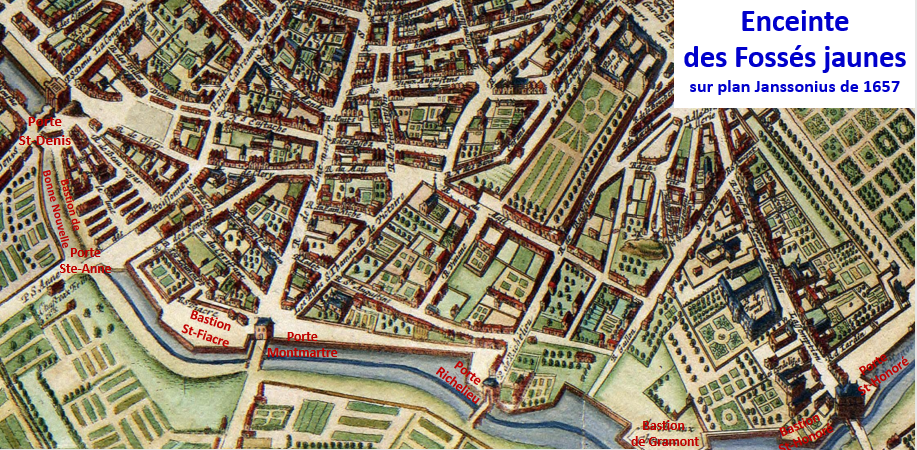
Gebiet zwischen den beiden Stadtmauern 1657

| Name                                            | Ort | Koordinaten                       | Abbildung |
| ----------------------------------------------- | --- | --------------------------------- | --------- |
| Porte de la Conférence                          | Quai des Tuileries | 48° 51′ 49,3″ N, 2° 19′ 15,9″ O   |           |
| Porte Saint-Honoré                              | Auf der Höhe der Nummern 422 et 281 der rue Saint-Honoré, genau vor der Kreuzung mit der Rue Royale                                                                                          | 48° 52′ 5,9″ N, 2° 19′ 24,6″ O    |           |
| Porte Gaillon                                   | Rue de La Michodière. Baubeginn 1645, nie vollendet. | 48° 52′ 15,3″ N, 2° 20′ 5,3″ O    |           |
| Porte Richelieu                                 | Zwischen den Straßen Saint-Augustin und Neuve-des-Fossés-Montmartre (heute Rue Feydeau), genauer zwischen den heutigen Straßen de la Bourse und du Quatre-Septembre, damals nicht inexistent | 48° 52′ 11,5″ N, 2° 20′ 20,5″ O   |           |
| Porte Montmartre                                | Auf der Höhe der Nummern 158 et 160 der Rue Montmartre, an der Kreuzung mit der Rue des Jeûneurs                                                                                             | 48° 52′ 12,1″ N, 2° 20′ 34″ O     |           |
| Poterne de la Poissonnerie ou Porte Sainte-Anne | Rue Poissonnière, auf der Höhe der 1646 fertiggestellten Rue de la Lune | 4 48° 52′ 12,5″ N, 2° 20′ 52,4″ O |           |

## Bastionen
Die Stadtbefestigung umfasste sechs, von der der Tuilerien an nach Osten durchnummerierte Bastionen. Die Bastion 6 lag auf dem Hügel von Bonne Nouvelle. Der Teil der Stadtmauer Karls V., der erhalten worden war, umfasste acht Bastionen von der Bastion Nummer 7 am Stadttor Saint-Martin bis zur Bastion 14 an der Tour de Billy am südwestlichen Ende des Hafenbeckens des heutigen Port de l’Arsenal. Diese Bastionen wurden im Zuge der beiden Ertüchtigungsphasen der Stadtbefestigung von 1553 bis 1560 und von etwa 1631 bis 1641 gebaut oder verstärkt. Im Gegensatz zu den Bastionen 6 bis 11, die auf existierenden Erhebungen gebaut wurden, wurden die Bastionen 1 bis 5 insgesamt ziemlich niedrig gebaut, um Kanonengeschossen wenig Angriffsfläche zu bieten.
Die Bastion der Tuilerien, die den Tuilerienpalast schützte, lag südlich des Tuilerienparks. Die Grundsteinlegung dieser ersten Bastion erfolgte 1566 durch Karl IX. in Begleitung seiner Mutter. Ihre zur Seine gelegene Mauer wurde 2003/2004 unter der Orangerie entdeckt und gehört mit wiederverwendeten Teilen einer zweiten Seite der Bastion in der Stützmauer der Terrasse des Jeu de Paume zu den wenigen Überresten dieser Stadtbefestigung.
Die Bastion Saint-Honoré, Bastion Nummer 2, wurde 1585 erbaut. Ihre Südflanke lag dort, wo sich heute das Gärtchen der Rue Saint-Honoré Nr. 277 befindet, ihre Spitze in der Mitte der Rue Royale, ihr Eingang an der Place de la Madeleine. Ein Abschnitt von vier Metern der Mauer wurde im Keller der Rue Cambon 39 entdeckt, wo er in Szene gesetzt wurde.
Die Bastionen 3 bis 6 wurden nach 1590 erbaut; auf dem Plan Quesnel 1609 sind sie bereits eingezeichnet.
Die Bastion Vendôme befand sich zwischen dem Boulevard des Capucines und der Rue des Capucines im Westen sowie der Rue Louis-le-Grand im Osten. Es sind davon keinerlei Überreste erhalten. Die Kurtine, die sie mit der Bastion 4 verband, befand sich parallel zur Rue Saint-Augustin 40 Meter weiter nördlich. Die Rue Saint-Augustin bildete den inneren Wachweg.
Die kleinere Bastion de Gramont lag zwischen der heutigen Rue de Gramont und der Rue de Richelieu.
Die Bastion Saint-Fiacre lag nördlich der Rue des Jeûneurs zwischen der Rue Montmartre und der Rue du Sentier.
Die Bastion de la butte de Bonne-Nouvelle bildete den Anschluss an die Stadtmauer Karls V. dort, wo sich heute das Viertel Bonne-Nouvelle befindet. Ihre nördliche Spitze lag an der Ecke der Rue d'Hauteville. Ihre Flanken war nicht gemauert. Ihre aufschießenden Teile wurden 1709 für die Durchführung des Boulevard de Bonne-Nouvelle eingeebnet. Der stumpfe Winkel bei den Hausnummern 42 und 44 des Boulevards geht auf die Bastion zurück.

## Stadtentwicklung durch die Stadtbefestigung Ludwigs XIII.
Die Schaffung des Enceinte de Fossés Jaunes ab 1556, sein Ausbau ab 1630 und die darauf folgende Niederlegung des Westteils der Stadtmauer Karls V. sowie schließlich ihre Niederlegung und vorgelagerte Ersetzung durch den Nouveau Cours ab 1670 begleiteten die Stadtexpansion nach Westen auf der rechten Seine-Seite.
Mit ihrer Errichtung umschloss die neue Stadtbefestigung drei ehemalige Vororte.

### Saint-Honoré
Saint-Honoré entwickelte sich vor dem alten Stadttor der Stadtmauer Karls V. entlang der nach Neuilly und Nanterre führenden Straße sowie der Rue d’Argenteuil, südlich davon. 1521 wurde eine der Heiligen Suzanne gewidmete Kapelle an der Stelle der heutigen Kirche Saint-Roch errichtet. Katharina von Medici kaufte 1560 das Hôtel des Tuileries und die benachbarten Eigentümer, die sie abreißen ließ, um den Tuilerienpalast und den Tuilerienpark bauen zu lassen.

### Villeneuve-sur-Gravois
Die ersten Häuser der Siedlung Villeneuve-sur-Gravois wurden bereits 1536 an der Flanke des Gravois-Hügels errichtet, der zum Grundbesitz der Filles-Dieu gehörte, deren Abtei innerhalb der Stadtmauer Karls V. bei den heutigen Straßen Rue du Caire und Rue d’Alexandrie lag. Die Häuser der Siedlung wurden 1544 anlässlich der Gefahr einer Belagerung von Paris durch die Truppen Karls V. abgerissen. Zusammen mit einer 1551 errichteten Kapelle, die zur Kirchengemeinde Kirchengemeinde Saint-Laurent gehörte, wurde das Viertel wieder aufgebaut. 1563 entschied man sich, den Hügel in den befestigten Stadtbereich zu integrieren. Es entwickelte sich auch jenseits des Stadttors Montmartre ein Stadtteil, der auf den Plan von Truschet und Hoyau und von Saint-Victor von 1550 erkennbar ist. Die Gebäude lagen im Bereich der heutigen Straßen Rues Paul-Lelong, Léon Cladel, du Croissant und Saint-Joseph.

### Das Gelände zwischen dem Vorort Montmartre und dem Viertel Saint-Roch
Der wenig bebaute Raum zwischen den drei Siedlungskernen umfasste zum einen auch zwei mit Mühlen bebaute Erhebungen, die Butte des Moulins und die Butte Saint-Roch, die zwischen der heutigen Avenue de l’Opéra, der Rue des Petits-Champs, der Rue Sainte-Anne, der Rue Thérèse und dem Marché aux pourceaux lagen sowie zum anderen den Sattel zwischen den beiden Hügeln und dem Stadttor Saint-Honoré.

### Vom Beginn der Errichtung der Stadtbefestigung bis zur Niederlegung des Westteils der Stadtmauer Karls V. (de 1556 à 1630)

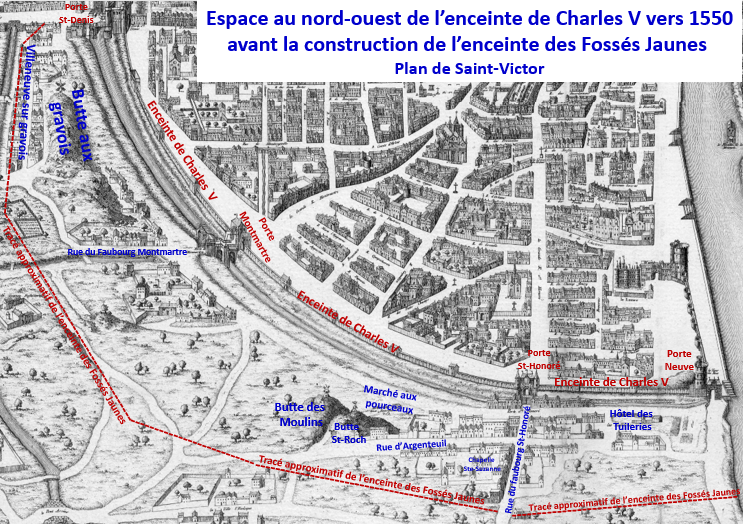
Gelände vor der Stadtmauer Karls V. um 1550 auf dem Stadtplan von Saint-Victor
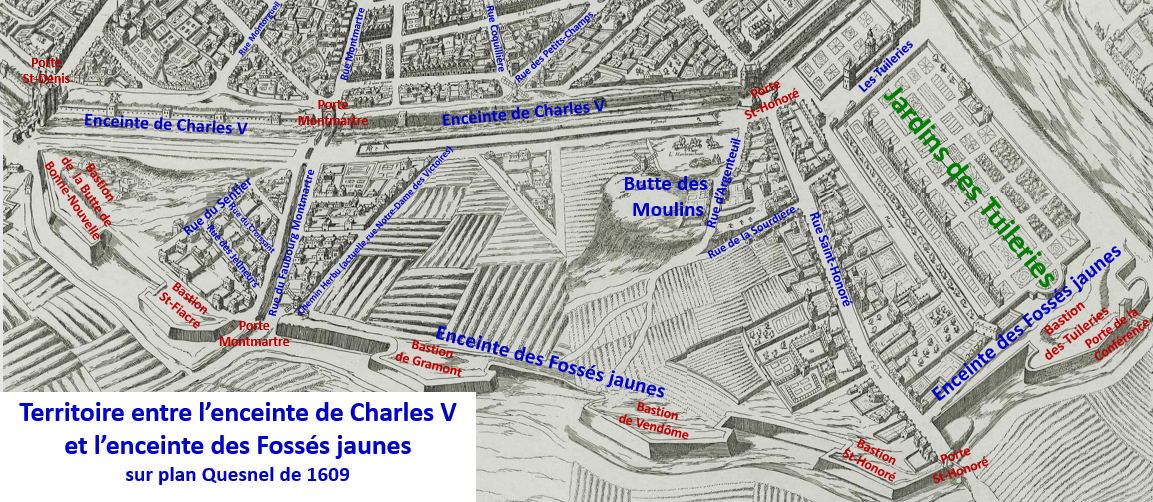
Stadtbefestigungen Karls V. und Ludwigs XIII. 1609 auf dem Stadtplan von Quesnel

Das Viertel Villeneuve-sur-Gravois und die Mühlen auf der Kuppe wurden noch einmal bei der Belagerung von Paris durch Heinrich IV. (Frankreich) Heinrich IV. im Mai 1591 zerstört. Die Bebauung der Hügelkuppe um die Rue de Beauregard wurde ab 1620 wieder hergestellt.
Konvente siedelten sich um die Rue Saint-Honoré an: die Kapuziner 1576, die Feuillants 1587, die Kapuzinerinnen von 1604 bis 1606, die Jakobiner 1611, die Filles de l’Assomption 1623. Der Couvent des Petits Pères wurde 1628 in der Rue Notre-Dame des Victoires gegründet. In der Rue Saint-Honoré wurde das Hôtel du Perron wiedererrichtet und wurde nach seinem neuen Eigentümer, César de Vendôme, benannt.
Das Gelände zwischen dem Vorort Montmartre und dem Viertel Saint-Roch blieb dünn besiedelt wie auf dem Stadtplan von Paris von Quesnel von 1609 zu erkennen ist.

### Die Schaffung des Viertels Richelieu (1630–1670)
Richelieu kaufte 1624, kurz bevor er zum Minister Ludwigs XIII. ernannt wurde, zwei Grundstücke in der Nähe der Stadtmauer Karls V., das Hôtel d'Angennes und das danebengelegene Hôtel d’Armagnac, um sie sich als Residenz einzurichten. Nachdem er 1631 zum obersten Aufseher für die Befestigungen ernannt worden war, veranlasste er die Niederlegung des Westteils der Stadtmauer Karls V. und die Fertigstellung der Stadtbefestigung der Fossés jaunes. Die Arbeiten übertrug er vertraglich am 9. Oktober 1631 Pierre Pidou, dem Sekretär der königlichen Kammer und Ersten Dienstmann (Premier Commis) von Louis Le Barbier, der das Recht erhielt, das Gelände zwischen den beiden Stadtbefestigungen zu parzellieren. Das Hôtel d‘Angennes und das Hôtel d‘Armagnac wurden abgerissen und an ihrer Stelle das Palais Cardinal mit einem großen Garten auf einer Fläche von 400 mal 140 Metern errichtet. Das benachbarte Gelände wurde in Parzellen aufgeteilt, 42 davon fielen durch den Vertrag vom 17. März 1636 gegen eine rückerstattungsfähige Pacht an Louis Le Barbier.
In diesem Neubaugebiet wurden Straßen nach einem Schachbrettmuster um zwei Achsen, die Rue de Richelieu und die Rue Neuve des Petits-Champs (heute Rue des Petits-Champs) bis zur Rue Gaillon angelegt. Zusammen mit den Parallelstraßen Rue Vivienne, Rue Sainte-Anne auf der Butte des Moulins und Neuve-Saint-Augustin wurden die beiden Hauptachsen zu einem Wohnviertel von Notabeln. Bankiers und Großgrundbesitzer siedelten sich dort an, daneben auch Konvente, darunter die Filles Saint-Thomas 1639 am Ort der heutigen Börse, die Nouvelles Catholiques 1672 in der Rue Sainte-Anne.
Der Mühlenhügel (Butte des Moulins) und der Hügel Saint-Roch wurden gegen 1640 teilweise planiert, baufällige Häuser und die Mühlen wurden abgerissen. Straßen wurden nach einem weniger regelmäßigen Muster angelegt als um das Palais Royal. Die Maßnahmen führten zu einer Verzehnfachung des Geländewertes, was die Besitzer der dort liegenden Gärten, die nicht die Mittel für Neubauten hatten, sehr erstaunte. Das Gelände wurde von Michel Villedo, Simon Delespine, Michel Noblet, Charles Béchameil und Jean Monicault parzelliert.

### Niederlegung der Stadtbefestigung Ludwigs XIII. und Einrichtung des „Nouveau Cours“ (1670 bis Anfang 18. Jahrhundert)

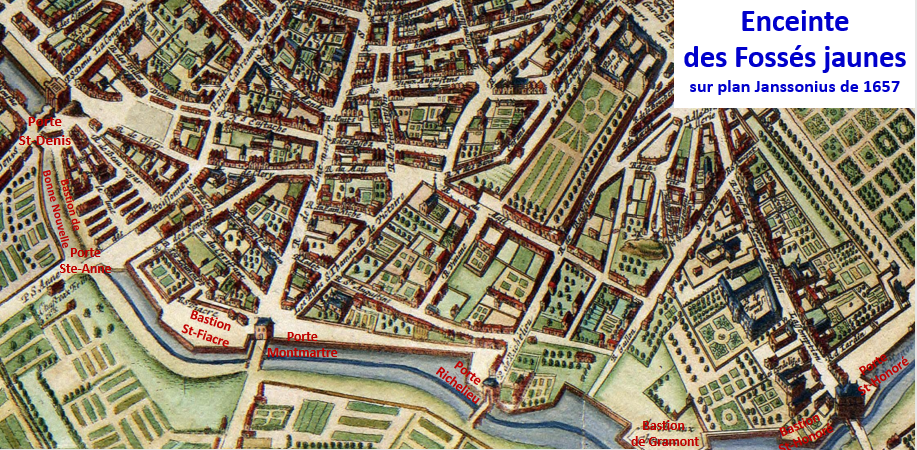
Gebiet zwischen den beiden Stadtmauern 1657

Ludwig XIV. entschied 1670 die Pariser Stadtbefestigung niederlegen und stattdessen eine breite, von Bäumen gesäumte Chaussée, heute die Grands Boulevards bauen zu lassen. Der Teil dieses „Nouveau Cours“, der den heutigen Boulevards de la Madeleine, des Capucines, des Italiens, Montmartre und Poissonnière entspricht, wurde vor der alten Stadtbefestigung angelegt, die Stück für Stück niedergelegt wurde. Bürgerliche Stadthäuser wurden an ihrer Stelle errichtet, namentlich das Hôtel de Choiseul, das Hôtel de Ménars, das Hôtel de Loges, das Hôtel de Grammont und das Hôtel d'Uzès. Damit einher gingen große städtebauliche Projekte wie die Schaffung der Place des Victoires und der Place Vendôme anstelle des Hôtel de Luxembourg und des Kapuzinerinnenkonvents, der an den heutigen Boulevard des Capucines verlegt wurde. Neue Straßen wurden gebaut, so die Rue Louis-le-Grand, die Rue des Capucines, die Verlängerung der Rue des Petits-Champs westlich der Rue Gaillon.